# Serhii Rebrov
Serhii Stanislavovîci Rebrov (în ucraineană Сергій Станіславович Ребров, n. 3 iunie 1974, Horlivka, RSS Ucraineană, URSS) este un fotbalist sovietic și ucrainean retras din activitate, care a jucat pe post de atacant la echipe ca Dinamo Kiev, Tottenham și Fenerbahçe. Pe plan internațional, are prezențe la națională pentru Ucraina U21⁠(d) și Ucraina. După încheierea carierei, a devenit antrenor, și antrenează în prezent pe Echipa națională de fotbal a Ucrainei.

## Palmares

### Jucător
- Premier Liha: 1992–93, 1993–94, 1994–95, 1995–96, 1996–97, 1997–98, 1998–99, 1999–2000, 2006–07
- Cupa Ucrainei: 1993, 1996, 1998, 1999, 2000, 2006, 2007
- Supercupa Ucrainei: 2006
- Süper Lig: 2003-04
- Prima Ligă Rusă: 2008, 2009
- Cupa Primului Canal: 2008

### Antrenor
- Cupa Ucrainei: 2014

### Individual

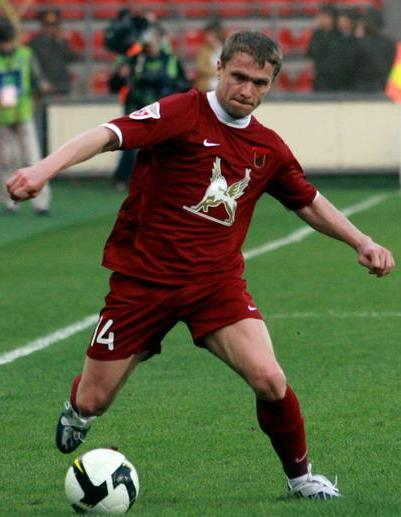
Rebrov la Rubin Kazan.

- Fotbalistul ucrainean al anului: 1996, 1998
- Jucătorul sezonului în Premier Liha: 1996, 1998, 1999
- Golgheter în Premier Liha: 1997-98
- Golgheter All-Time în Premier Liha: 123 goluri în 261 meciuri
- Jucătorul turneului la Cupa Primului Canal: 2008